# Hinckley and Bosworth
Hinckley and Bosworth is een Engels district in het shire-graafschap (non-metropolitan county OF county) Leicestershire en telt 112.000 inwoners. De oppervlakte bedraagt 297 km².
Van de bevolking is 16,0% ouder dan 65 jaar. De werkloosheid bedraagt 2,5% van de beroepsbevolking (cijfers volkstelling 2001).

## Plaatsen in district Hinckley and Bosworth
- Hinckley

## Civil parishesin district Hinckley and Bosworth
Bagworth & Thornton, Barlestone, Barwell, Burbage, Cadeby, Carlton, Desford, Earl Shilton, Groby, Higham on the Hill, Market Bosworth, Markfield, Nailstone, Newbold Verdon, Osbaston, Peckleton, Ratby, Shackerstone, Sheepy, Stanton-under-Bardon, Stoke Golding, Sutton Cheney, Twycross, Witherley.